# Kmetijsko gozdarski zavod Maribor
Kmetijsko gozdarski zavod Maribor je javni zavod, katerega naloga je strokovno in izobraževalno svetovanje uporabnikom v kmetijski dejavnosti ter prenos najsodobnejših tehnoloških dognanj v prakso na področju kmetijstva. Tukaj se učijo pridelovati najboljša vina in sadje. Nahaja se v Vinarski ulici 14 v Mariboru.

## Organiziranost
Za vinogradništvo imajo 4 odseke:
1. za splošna vinarstva
2. za selekcijo in genetiko
3. za mikrobiološkega
4. za mehanizacijo

Za sadjarstvo pa imajo kar 7 odsekov:
1. za selekcijo in genetiko
2. za sadjarsko biologijo in biologijo cvetja
3. za drevničarstvo
4. za lupinasto sadje
5. za splošno sadjarstvo
6. za fitopatologijo
7. za izkoriščanje sadja

## Zgodovina
Ta zavod je bil razdeljen na dva dela:
- Inštitut za vinogradništvo; zaradi izbolšanja vinogradništva je bila leta 1892 pri Vinarski in sadjarski šoli ustanovljena Deželna kmetijska kemijska poskusna postaja, katere naloga je bila predvsem analiza gnojil, zemlje in vina.

- Inštitut za sadjarstvo; inštitut se je razvil iz predvojnega Banovinskega in sadjarskega zavoda in je bil kot samostojni znanstveni zavod ustanovljen leta 1946.